# Chefferie de Lam
 (septembre 2024).
La Chefferie de Lam est une institution traditionnelle située au Cameroun, dans la région du Nord Cameroun, dans le département de Mayo-Louti et l'arrondissement de Figuil.  

## Les grands dignitaires de la chefferie
Charles Monglo Singat est désigné comme chef traditionnel de la chefferie de Lam, le 28 Mai 2021 conformément à l'arrêté N° 027/Pm du 30 mars 2022,.

## Localisation
La chefferie de Lam est située dans la région du nord Cameroun, dans le département de Mayo-Louti.

## Histoire
La chefferie de Lam, située dans la région du Nord Cameroun, comme toutes les chefferies du Cameroun, possède une histoire riche et complexe. Cette chefferie tire ses origines des traditions et coutumes des populations Fulfude, qui ont progressivement développés des structures sociales et politiques solides au fil des siècles.